# Phoenix Mercury
Phoenix Mercury – zawodowy zespół koszykarski, z siedzibą w mieście Phoenix, w stanie Arizona. Drużyna jest członkiem zachodniej konferencji ligi WNBA. Klub powstał w 1997. Trzykrotny mistrz ligi WNBA w latach: 2007, 2009 i 2014.

## Wycofane numery
- Michele Timms #7

## Wyniki sezon po sezonie
| Sezon           | Zespół          | Konferencja     | Konferencja     | Sezon regularny | Sezon regularny | Sezon regularny | Rezultaty play-off | Trener                                  |
| Sezon           | Zespół          | Konferencja     | Konferencja     | W               | P               | %               | Rezultaty play-off | Trener                                  |
| Phoenix Mercury | Phoenix Mercury | Phoenix Mercury | Phoenix Mercury | Phoenix Mercury | Phoenix Mercury | Phoenix Mercury | Phoenix Mercury | Phoenix Mercury                         |
| --------------- | --------------- | --------------- | --------------- | --------------- | --------------- | --------------- | --- | --------------------------------------- |
| 1997            | 1997            | Zachodnia       | 1               | 16              | 12              | 57,1            | Przegrana – półfinały WNBA (New York, 0–1)                                                                                              | Cheryl Miller                           |
| 1998            | 1998            | Zachodnia       | 2               | 19              | 11              | 63,3            | Wygrana – półfinały WNBA (Cleveland, 2–1) Przegrana – finały WNBA (Houston, 1–2)                                                        | Cheryl Miller                           |
| 1999            | 1999            | Zachodnia       | 4               | 15              | 17              | 46,9            | Brak kwalifikacji | Cheryl Miller                           |
| 2000            | 2000            | Zachodnia       | 4               | 20              | 12              | 62,5            | Przegrana – półfinały konferencji (Los Angeles, 0–2)                                                                                    | Cheryl Miller                           |
| 2001            | 2001            | Zachodnia       | 5               | 13              | 19              | 40,6            | Brak kwalifikacji | Cynthia Cooper                          |
| 2002            | 2002            | Zachodnia       | 7               | 11              | 21              | 34,4            | Brak kwalifikacji | C. Cooper (6–4) L. Sharp (5–17)         |
| 2003            | 2003            | Zachodnia       | 7               | 8               | 26              | 23,5            | Brak kwalifikacji | John Shumate                            |
| 2004            | 2004            | Zachodnia       | 5               | 17              | 17              | 50              | Brak kwalifikacji | Carrie Graf                             |
| 2005            | 2005            | Zachodnia       | 5               | 16              | 18              | 47,1            | Brak kwalifikacji | Carrie Graf                             |
| 2006            | 2006            | Zachodnia       | 5               | 18              | 16              | 52,9            | Brak kwalifikacji | Paul Westhead                           |
| 2007            | 2007            | Zachodnia       | 1               | 23              | 11              | 67,6            | Wygrana – półfinały konferencji (Seattle, 2–0) Wygrana – finały konferencji (San Antonio, 2–0) Wygrana – finały WNBA (Detroit, 3–2)     | Paul Westhead                           |
| 2008            | 2008            | Zachodnia       | 7               | 16              | 18              | 47,1            | Brak kwalifikacji | Corey Gaines                            |
| 2009            | 2009            | Zachodnia       | 1               | 23              | 11              | 67,6            | Wygrana – półfinały konferencji (San Antonio, 2–1) Wygrana – finały konferencji (Los Angeles, 2–1) Wygrana – finały WNBA (Indiana, 3–2) | Corey Gaines                            |
| 2010            | 2010            | Zachodnia       | 2               | 15              | 19              | 44,1            | Wygrana – półfinały konferencji (San Antonio, 2–0) Przegrana – finały konferencji (Seattle, 0–2)                                        | Corey Gaines                            |
| 2011            | 2011            | Zachodnia       | 3               | 19              | 15              | 55,9            | Wygrana – półfinały konferencji (Seattle, 2–1) Przegrana – finały konferencji (Minnesota, 0–2)                                          | Corey Gaines                            |
| 2012            | 2012            | Zachodnia       | 6               | 7               | 27              | 20,6            | Brak kwalifikacji | Corey Gaines                            |
| 2013            | 2013            | Zachodnia       | 3               | 19              | 15              | 55,9            | Wygrana – półfinały konferencji (Los Angeles, 2–1) Przegrana – finały konferencji (Minnesota, 0–2)                                      | Corey Gaines (10–11) Russ Pennell (9–4) |
| 2014            | 2014            | Zachodnia       | 1               | 29              | 5               | 85,3            | Wygrana – półfinały konferencji (Los Angeles, 2–0) Wygrana – finały konferencji (Minnesota, 2–1) Wygrana – finały WNBA (Chicago, 3–0)   | Sandy Brondello                         |
| 2015            | 2015            | Zachodnia       | 2nd             | 20              | 14              | 58,8            | Wygrana – półfinały konferencji (Tulsa, 2–0) Przegrana – finały konferencji (Minnesota, 0–2)                                            | Sandy Brondello                         |
| Sezon regularny | Sezon regularny | Sezon regularny | Sezon regularny | 324             | 304             | 51,6            | 4 mistrzostwa konferencji | 4 mistrzostwa konferencji               |
| Play-offs       | Play-offs       | Play-offs       | Play-offs       | 32              | 23              | 58,2            | 3 mistrzostwa WNBA | 3 mistrzostwa WNBA                      |

## Statystyki
| Sezon | Indywidualne      | Indywidualne        | Indywidualne      | Zespół vs przeciwnik | Zespół vs przeciwnik | Zespół vs przeciwnik |
| Sezon | Śr. punktów       | Śr. zbiórek         | Śr. asyst         | Śr. punktów          | Śr. zbiórek          | % z gry              |
| ----- | ----------------- | ------------------- | ----------------- | -------------------- | -------------------- | -------------------- |
| 1997  | J. Gillom (15,7)  | T. Foster (6,1)     | M. Timms (5,1)    | 69,2 vs 65,2         | 32,9 vs 33           | 37,3 vs 41,3         |
| 1998  | J. Gillom (20,8)  | J. Gillom (7,3)     | M. Timms (5,3)    | 73,9 vs 67,5         | 31,4 vs 31,4         | 42,4 vs 43,4         |
| 1999  | J. Gillom (15,2)  | M. Askamp (7,2)     | M. Timms (5)      | 68 vs 68,2           | 31,3 vs 31,6         | 39,9 vs 41,5         |
| 2000  | B. Reed (19)      | B. Reed (5,8)       | M. Cleary (3,2)   | 70,1 vs 65,7         | 27,9 vs 30,3         | 44,6 vs 42,3         |
| 2001  | J. Gillom (12,3)  | M. Stepanova (6,3)  | K. Veal (4,3)     | 64,5 vs 67,8         | 29,4 vs 32,2         | 40,5 vs 41,5         |
| 2002  | J. Gillom (15,3)  | A. Williams (6,9)   | G. Grubin (3,3)   | 65,3 vs 71,6         | 28,7 vs 31,3         | 42 vs 45,5           |
| 2003  | A. DeForge (11,9) | A. Williams (7,4)   | T. Jackson (4,3)  | 61,7 vs 66,8         | 29,4 vs 32,8         | 38,2 vs 44,7         |
| 2004  | D. Taurasi (17)   | P. Taylor (4,8)     | D. Taurasi (3,9)  | 67,6 vs 65,7         | 26,9 vs 30           | 43 vs 42,5           |
| 2005  | D. Taurasi (16)   | K. Vodichkova (7)   | D. Taurasi (4,5)  | 69,4 vs 69,2         | 31,2 vs 30,1         | 41,4 vs 42,9         |
| 2006  | D. Taurasi (25,3) | K. Vodichkova (6,7) | D. Taurasi (4,1)  | 87,1 vs 84,7         | 33,7 vs 37,7         | 44,3 vs 43,3         |
| 2007  | D. Taurasi (19,2) | T. Smith (6,5)      | K. Miller (4,6)   | 89 vs 85,4           | 33,9 vs 40,9         | 43,9 vs 40,5         |
| 2008  | D. Taurasi (24,1) | T. Smith (7)        | K. Miller (4)     | 88,5 vs 88,5         | 36,1 vs 38,2         | 43 vs 42,1           |
| 2009  | D. Taurasi (20,4) | D. Bonner (5,8)     | C. Pondexter (5)  | 92,8 vs 89,1         | 35 vs 37,8           | 46 vs 42,4           |
| 2010  | D. Taurasi (22,6) | C. Dupree (7,6)     | P. Taylor (5)     | 93,9 vs 93,8         | 35,7 vs 37,6         | 47,3 vs 45,5         |
| 2011  | D. Taurasi (21,6) | C. Dupree (8,2)     | P. Taylor (4,7)   | 89 vs 86             | 35,1 vs 34,2         | 46,1 vs 44           |
| 2012  | D. Bonner (20,6)  | K. Thomas (8)       | S. Prahalis (4,5) | 74,5 vs 86,7         | 37,4 vs 36,1         | 38,4 vs 43,7         |
| 2013  | D. Taurasi (20,3) | C. Dupree (6,4)     | D. Taurasi (6,2)  | 79,7 vs 80,3         | 35,1 vs 34,2         | 45,3 vs 41,1         |
| 2014  | D. Taurasi (16,2) | B. Griner (8)       | D. Taurasi (5,6)  | 83,5 vs 74,1         | 33,7 vs 34,5         | 48,4 vs 40,9         |
| 2015  | D. Bonner (15,8)  | B. Griner (8,1)     | D. Bonner (3,3)   | 75,1 vs 72,3         | 33,4 vs 35           | 43,7 vs 39,6         |

## Wybory w drafcie
- 1997 Elite: Bridget Pettis (7), Nancy Lieberman-Cline (15)
- 1997: Toni Foster (8), Tia Jackson (9), Umeki Webb (24), Monique Ambers (25)
- 1998: Maria Stepanova (8), Andrea Kuklova (18), Brandy Reed (28), Karen Wilkins (38)
- 1999: Edna Campbell (10), Clarissa Davis-Wrightsil (22), Lisa Harrison (34), Amanda Wilson (46)
- 2000: Adrian Williams (21), Tauja Catchings (37), Shantia Owens (53)
- 2001: Kristen Veal (13), Ilona Korstine (29), Tere Williams (45), Carolyn Moos (53), Megan Franza (61)
- 2002: Tootie Shaw (25), Kayte Christensen (40), Amba Kongolo (56)
- 2003 Miami/Portland Dispersal Draft: Tamicha Jackson (4)
- 2003: Plenette Pierson (4), Petra Ujhelyi (16), Telisha Quarles (31), Marion Jones (33)
- 2004 Cleveland Dispersal Draft: Penny Taylor (1)
- 2004: Diana Taurasi (1), Chandi Jones (8), Ashley Robinson (14), Maria Villarroel (27)
- 2005: Sandora Irvin (3), Angelina Williams (18), Jamie Carey (31)
- 2006: Cappie Pondexter (2), Liz Shimek (18), Mistie Williams (21), Crystal Smith (32)
- 2007 Charlotte Dispersal Draft: selection waived
- 2007: Lindsey Harding (1), Tyresa Smith (18), Leah Rush (28), Chrissy Givens (31), Emily Westerbeg (37)
- 2008: LaToya Pringle (13), Leilani Mitchell (25), Merscilla Packer (41)
- 2009 Houston Dispersal Draft: Sequoia Holmes (5)
- 2009: DeWanna Bonner (5), Sha Brooks (31), Jessica Adair (34)
- 2010 Sacramento Dispersal Draft: selection waived
- 2010: Tyra Grant (24), Nyeshia Stevenson (36)
- 2011: Brittany Spears (19), Tahnee Robinson (31)
- 2012: Samantha Prahalis (6), C'eria Ricketts (24), Christine Flores (30), Amanda Johnson (33)
- 2013: Brittney Griner (1), Nikki Greene (26)
- 2014: Tiffany Bias (17), Maggie Lucas (21), Stephanie Talbot (33)
- 2015: Isabelle Harrison (12), Alex Harden (18), Žofia Hruščáková (24), Promise Amukamara (36)

## Nagrody i wyróżnienia
- 1997 All-WNBA Second Team: Jennifer Gillom
- 1998 All-WNBA First Team: Jennifer Gillom
- 2002 Kim Perrot Sportsmanship Award: Jennifer Gillom
- 2004 Debiutantka Roku: Diana Taurasi
- 2004 All-WNBA First Team: Diana Taurasi
- 2005 All-WNBA Second Team: Diana Taurasi
- 2006 All-WNBA First Team: Diana Taurasi
- 2006 All-Rookie Team: Cappie Pondexter
- 2006 Liderka strzelczyń WNBA: Diana Taurasi
- 2007 MVP finałów: Cappie Pondexter
- 2007 All-WNBA First Team: Diana Taurasi
- 2007 All-WNBA First Team: Penny Taylor
- 2008 All-WNBA First Team: Diana Taurasi
- 2008 Liderka strzelczyń WNBA: Diana Taurasi
- 2009 MVP sezonu: Diana Taurasi
- 2009 MVP finałów: Diana Taurasi
- 2009 All-WNBA First Team: Diana Taurasi
- 2009 All-WNBA First Team: Cappie Pondexter
- 2009 All-Rookie Team: DeWanna Bonner
- 2009 Rezerwowa Roku: DeWanna Bonner
- 2009 Liderka strzelczyń WNBA: Diana Taurasi
- 2010 All-WNBA First Team: Diana Taurasi
- 2010 Rezerwowa Roku: DeWanna Bonner
- 2010 Liderka strzelczyń WNBA: Diana Taurasi
- 2011 All-WNBA First Team: Diana Taurasi
- 2011 All-WNBA Second Team: Penny Taylor
- 2011 Rezerwowa Roku: DeWanna Bonner
- 2011 Liderka strzelczyń WNBA: Diana Taurasi
- 2012 All-Rookie Team: Samantha Prahalis
- 2013 All-WNBA First Team: Diana Taurasi
- 2013 All-Rookie Team: Brittney Griner
- 2014 MVP finałów: Diana Taurasi
- 2014 Obrońca Roku: Brittney Griner
- 2014 Liderka WNBA w asystach: Diana Taurasi
- 2014 Trener Roku: Sandy Brondello
- 2014 All-WNBA First Team: Brittney Griner
- 2014 All-WNBA First Team: Diana Taurasi
- 2014 All-Defensive First Team: Brittney Griner
- 2015 Obrońca Roku: Brittney Griner
- 2015 All-Defensive First Team: Brittney Griner
- 2015 All-Defensive Second Team: DeWanna Bonner
- 2015 All-WNBA First Team: DeWanna Bonner
- 2015 All-WNBA Second Team: Brittney Griner

## Uczestniczki spotkań gwiazd
- 1999: Michelle Timms
- 2000: Brandy Reed
- 2001: brak
- 2002: brak
- 2003: Adrian Williams
- 2004: Anna DeForge, Diana Taurasi
- 2005: Diana Taurasi
- 2006: Cappie Pondexter, Diana Taurasi
- 2007: Cappie Pondexter, Diana Taurasi, Penny Taylor
- 2008: nie rozegrano
- 2009: Cappie Pondexter, Diana Taurasi
- 2010: Candice Dupree, Diana Taurasi, Penny Taylor
- 2011: Diana Taurasi, Penny Taylor
- 2012: nie rozegrano
- 2013: Brittney Griner, Diana Taurasi
- 2014: Candice Dupree, Brittney Griner, Diana Taurasi
- 2015: DeWanna Bonner, Candice Dupree, Brittney Griner
- 2016: nie rozegrano

## Olympijki
- 2004: Diana Taurasi , Penny Taylor
- 2008: Diana Taurasi, Cappie Pondexter
- 2012: Diana Taurasi

## Sztab trenerski i zarządzający

### Właściciele
- Jerry Colangelo, właściciel Phoenix Suns (1997–2003)
- Robert Sarver, właściciel Phoenix Suns (od 2004)

### Trenerzy
| Trener          | Początek             | Koniec               | Sezony | Sezon regularny | Sezon regularny | Sezon regularny | Sezon regularny | Play-offs | Play-offs | Play-offs | Play-offs |
| Trener          | Początek             | Koniec               | Sezony | W               | P               | %               | Gry             | W         | P         | %         | Gry       |
| --------------- | -------------------- | -------------------- | ------ | --------------- | --------------- | --------------- | --------------- | --------- | --------- | --------- | --------- |
| Cheryl Miller   | 27 stycznia 1997     | 1 grudnia 2000       | 4      | 70              | 52              | 57,4            | 122             | 3         | 6         | 33,3      | 9         |
| Cynthia Cooper  | 8 stycznia 2001      | 26 czerwca 2002      | 2      | 19              | 23              | 45,2            | 42              | 0         | 0         | 0         | 0         |
| Linda Sharp     | 26 czerwca 2002      | 2002                 | 1      | 5               | 17              | 22,7            | 22              | 0         | 0         | 0         | 0         |
| John Shumate    | 23 października 2002 | 2003                 | 1      | 8               | 26              | 23,5            | 34              | 0         | 0         | 0         | 0         |
| Carrie Graf     | 14 kwietnia 2004     | 2005                 | 2      | 33              | 35              | 48,5            | 68              | 0         | 0         | 0         | 0         |
| Paul Westhead   | 11 października 2005 | 18 września 2007     | 2      | 41              | 27              | 60,3            | 68              | 7         | 2         | 77,8      | 9         |
| Corey Gaines    | 7 listopada 2007     | 8 sierpnia 2013      | 6      | 90              | 101             | 47,1            | 191             | 11        | 9         | 55        | 20        |
| Russ Pennell    | 8 sierpnia 2013      | 18 października 2013 | 1      | 9               | 4               | 69,2            | 13              | 2         | 3         | 40        | 5         |
| Sandy Brondello | 15 listopada 2013    | Aktualnie            | 2      | 49              | 19              | 72,1            | 68              | 9         | 3         | 75        | 12        |

### Menadżerowie
- Cheryl Miller (1997–2000)
- Seth Sulka (2001–2006)
- Ann Meyers-Drysdale (2007–2011)
- Corey Gaines (2012–2013)
- Amber Cox (2013)
- Jason Rowley (od 2013)

### Asystenci trenerów
- Steve Smith (1997)
- Kathy Anderson (1998)
- Carrie Graf (1998–1999, 2001, 2003)
- Howie Landa (1999)
- Tom Lewis (2000)
- Linda Sharp (2000–2002)
- Vonn Read (2000)
- Eric Cooper (2001–2002)
- Gary Kloppenburg (2003)
- Brian Agler (2004)
- Lisa Harrison (2004)
- Cedric Ceballos (2004)
- Michele Timms (2005)
- Bridget Pettis (2006–2011)
- Corey Gaines (2006–2007)
- Earl Cureton (2012–2013)
- Anthony Boone (2013)
- Julie Hairgrove (od 2005)
- Todd Troxel (od 2014)

## Galeria Sław Koszykówki Kobiet
(według oficjalnej strony)
- Ann Meyers-Drysdale (1999)
- Jennifer Gillom (2009)
- Nancy Lieberman (1996)
- Cheryl Miller (1995)
- Linda Sharp (2001)
- Michele Timms (2008)